# Generalstab der Streitkräfte von Nordmazedonien
Der Generalstab der Streitkräfte von Nordmazedonien ist die oberste Einheit der Streitkräfte von Nordmazedonien.

Abzeichen der Generalstabs

## Aufgaben
Die Aufgaben des Generalstabes sind:
- Organisation und Aufstellung der Armee
- Planen der Armeeverwendung
- Planen und durchführen von Manövern
- Planen und führen des Armeepersonalwesens
- Nachrichtendienstliche Beschaffung für die Armee, Gegenspionage und Schutz der Armee
- Logistische Unterstützung der Armee
- Kommunikation und Informationssysteme organisieren und durchführen
- Finanzplanung
- CIMIC (Zivil-militärische Zusammenarbeit)

## Generäle

### Liste der Chefs des Generalstabes
| Nr. | Name                                 | Beginn der Amtszeit | Ende der Amtszeit  |
| --- | ------------------------------------ | ------------------- | ------------------ |
| 13. | Generalmajor Sashko Lafchiski        | 18. August 2024     | -                  |
| 12. | Generalleutnant Vasko Gjurčinovski   | 18. August 2018     | 18. August 2024    |
| 11. | Generalleutnant Metodija Veličkovski | 18. August 2015     | 18. August 2018    |
| 10. | Generalleutnant Gorančo Koteski      | 18. August 2011     | 18. August 2015    |
| 9.  | Generalleutnant Miroslav Stojanovski | 6. Juli 2005        | 18. August 2011    |
| 8.  | Generalmajor Gjorgji Bojadžiev       | 12. März 2004       | 6. Juli 2005       |
| 7.  | General Metodi Stamboliski           | 19. September 2001  | 12. März 2004      |
| 6.  | General Pande Petrovski              | 12. Juni 2001       | 19. September 2001 |
| 4.  | Generalleutnant Jovan Andrevski      | 11. Februar 2000    | 12. Juni 2001      |
| 3.  | General Trajče Krstevski             | 20. Januar 1996     | 11. Februar 2000   |
| 2.  | Generaloberst Dragoljub Bocinov      | 3. März 1993        | 20. Januar 1996    |
| 1.  | Generalmajor Mitre Arsovski          | 16. März 1992       | 3. März 1993       |

- Stellvertretender Generalstabschef (Началник на Генералштабот): Generalmajor Azim Nuredin, seit 18. Mai 2018[3][4]

- Direktor des Generalstabes (Директор на Генералштабот): Brigadegeneral Orce Jordev, seit 2021[5][6]